# The Sundays
The Sundays sono stati un gruppo musicale alternative rock inglese, originario di Bristol e attivo tra il 1988 ed il 1997. Il loro stile rimanda al dream pop dei Cocteau Twins ed al jangle pop chitarristico degli Smiths.

## Storia
Il gruppo nacque a Bristol dall'incontro nel 1987 all'università tra Harriet Wheeler (già con un'esperienza musicale nei Jim Jiminee) e David Gavurin. Tra i due nasce un sodalizio artistico ed umano. Iniziano a scrivere canzoni coinvolgendo anche Paul Brindley (basso) e Patrick Hannan (batteria), fratello di uno dei membri dei Jim Jiminee.
Il gruppo suonò in pubblico per la prima volta nell'agosto 1988 al Vertigo Club di Camden. Il buon successo ricevuto permise loro di ottenere un contratto con la Rough Trade Records, che pubblicò il loro primo singolo Can't Be Sure nel 1989.
Il loro primo album Reading, Writing, and Arithmetic pubblicato nel 1990 e seguito dal secondo singolo Here's Where the Story Ends raggiunse il quinto posto nella classifica del Regno Unito. Il disco, prodotto dalla band in collaborazione con Ray Shulman (Gentle Giant) impressiona per la sua concisione, frutto di un mix tra indie pop, folk e musica d'autore.
La Rough Trade navigava in brutte acque cosicché il gruppo decise di autogestirsi (firmano con la Parlophone), con l'aiuto di Dave Anderson. Il loro singolo successivo, Goodbye fu pubblicato solo nel 1992. Il lato B di Goodbye, la cover del famoso brano dei The Rolling Stones Wild Horses, e pubblicato sulla versione americana di Blind, fu utilizzato nella colonna sonora della serie televisiva Buffy l'ammazzavampiri. Nell'autunno 1992 esce il secondo album Blind, che raggiunse il 15º posto nella UK Chart. Il disco abbandona in parte il folk, per avvicinarsi ad atmosfere riconducibili allo shoegaze e al rock gotico. Il disco ottiene comunque un discreto successo che permette al gruppo di intraprendere un tour mondiale. Dopo il tour il gruppo si prende una breve pausa, durante la quale David Gavurin e Harriet Wheeler si sposano.
Il terzo album esce nel 1997. Si tratta di Static & Silence (10º posto in classifica), che fu seguito dal loro singolo di maggior successo Summertime, che raggiunse la Top 15. A questo album, che svolta nuovamente verso il folk, collaborano Dave Anderson, Kev Jaimeson, Martin Ditcham, Dave Pulfreman, Audrey Riley e Martin Green.
Da quel momento il gruppo, sebbene mai ufficialmente sciolto non pubblicò più nulla. Wheeler e Gavurin, coppia nella vita, si dedicarono alla loro famiglia ed ai loro due figli, ma firmarono anche alcuni brani per il film del 2010 Infedele per caso, la cui sceneggiatura fu scritta da David Baddiel, amico di vecchia data di Gavurin.

## Formazione
- Harriet Wheeler (26 giugno 1963) – voce
- David Gavurin (4 aprile 1963) – chitarra
- Paul Brindley (6 novembre 1963) – basso
- Patrick (Patch) Hannan (4 marzo 1966, Lymington, Hampshire) – batteria

## Discografia

### Album
- 1990 - Reading, Writing, and Arithmetic (Rough Trade)
- 1992 - Blind (Parlophone/Geffen)
- 1997 - Static & Silence (Parlophone/Geffen)

### Singoli
- 1989 - Can't Be Sure
- 1990 - Here's Where the Story Ends
- 1992 - Love
- 1992 - Goodbye
- 1997 - Summertime
- 1997 - Cry
- 1997 - When I'm Thinking About You